# Dostojewo
Dostojewo (błr. Дастоева; ros. Достоево) – agromiasteczko na Białorusi, w rejonie janowskim obwodu brzeskiego, około 13 km na północny wschód od Janowa i 35 km na zachód od Pińska.
Siedziba parafii prawosławnej pw. Świętej Trójcy.

## Historia
Pierwsza wzmianka o Dostojewie pochodzi z 1473 roku. Szóstego października 1506 roku piński kniaź Fiodor Jarosławicz podarował małą miejscowość o nazwie Dostojewo lokalnemu szlachcicowi, który zmienił nazwisko na Dostojewski i zaczął się pieczętować herbem Radwan. Od tej pory miejscowość ta była siedzibą rodu przodków Fiodora Dostojewskiego. Wśród kolejnych dziedziców byli m.in.: Fiodor Dostojewski w 1572 roku, Piotr Dostojewski, marszałek szlachty piński na sejm w 1598 roku, członek Trybunału Głównego Wielkiego Księstwa Litewskiego w latach 1599–1628 i Piotr Dostojewski, sędzia grodzki piński w 1632 roku. 
Na początku XVIII wieku majątek ten przeszedł w ręce Strawińskich, później Czapliców, a od połowy XIX wieku był własnością Wiktora Ordy, marszałka szlachty powiatu pińskiego. Od tego momentu do II wojny światowej Dostojewo było w rękach tej rodziny. Ostatnim jego właścicielem był Tadeusz Orda (ur. w 1903 roku), prawnuk Wiktora.
Po III rozbiorze Polski w 1795 roku Dostojewo, będące wsią szlachecką i dotychczas należące do powiatu pińskiego województwa brzeskolitewskiego Rzeczypospolitej, znalazło się na terenie powiatu pińskiego guberni grodzieńskiej Imperium Rosyjskiego.
W 1880 roku wieś liczyła 245 mieszkańców. Działała tu fabryka narzędzi i machin rolniczych Jakuszyna.
Po ustabilizowaniu się granicy polsko-radzieckiej w 1921 roku Dostojewo znalazło się na terenie Polski, w gminie Janów powiatu kobryńskiego województwa poleskiego, od 1945 roku – w ZSRR, od 1991 roku – na terenie Republiki Białorusi.
Około 1798 roku wybudowano we wsi cerkiew unicką św. proroka Eliasza ufundowaną przez rodzinę Giedroyciów. W 1821 roku była rozbudowana. Po 1839 r. prawosławna. Została rozebrana 17 lipca 1970 roku.

## Zabytki
Obecnie we wsi istnieją:

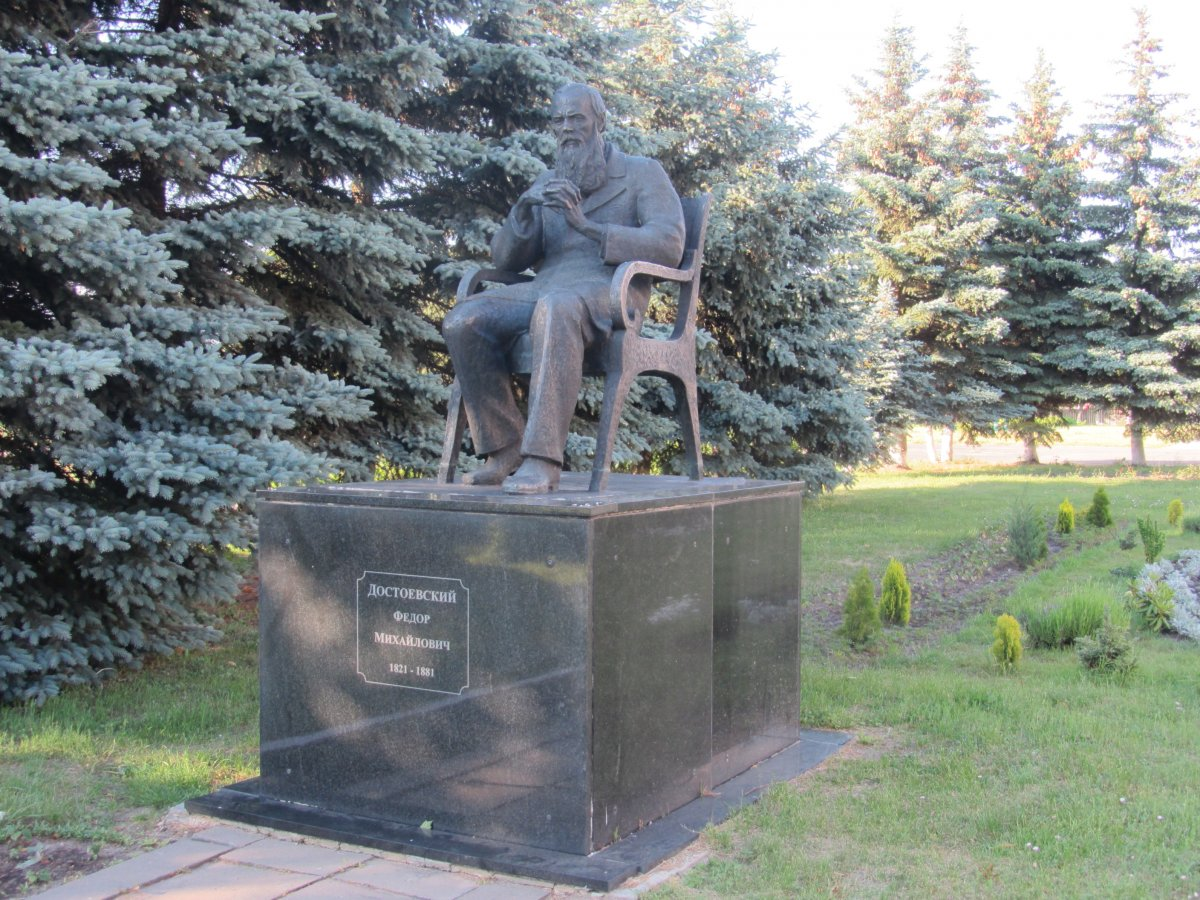
Pomnik Dostojewskiego w Dostojewie

- cerkiew Trójcy Świętej wybudowana w 1996 roku (parafialna)
- pomnik Fiodora Dostojewskiego, pisarza, około 100 m od nowej cerkwi[6]
- (od 1982 roku) muzeum literacko-krajoznawcze (w znacznej mierze poświęcone Fiodorowi Dostojewskiemu)
- resztki starego cmentarza.

## Dawny dwór
Do 1943 roku istniał tu dwór pochodzący jakoby z czasów Dostojewskich. Był to parterowy, drewniany budynek, który od strony zajazdu miał ganek o dwóch parach masywnych, murowanych kolumn. Dom był kryty początkowo oczeretem, później słomą. Przez ostatnich kilkadziesiąt lat nikt z Ordów nie mieszkał w Dostojewie. Budynek służył celom administracyjnym, był otoczony kilkoma okazami pięknych topól i innych drzew. Został zniszczony przez Niemców.
Tadeusz Orda wybudował nowy dom w innym miejscu.
W 1960 roku na miejscu dworu wybudowano dom kultury.
Majątek w Dostojewie jest opisany w 2. tomie Dziejów rezydencji na dawnych kresach Rzeczypospolitej Romana Aftanazego.

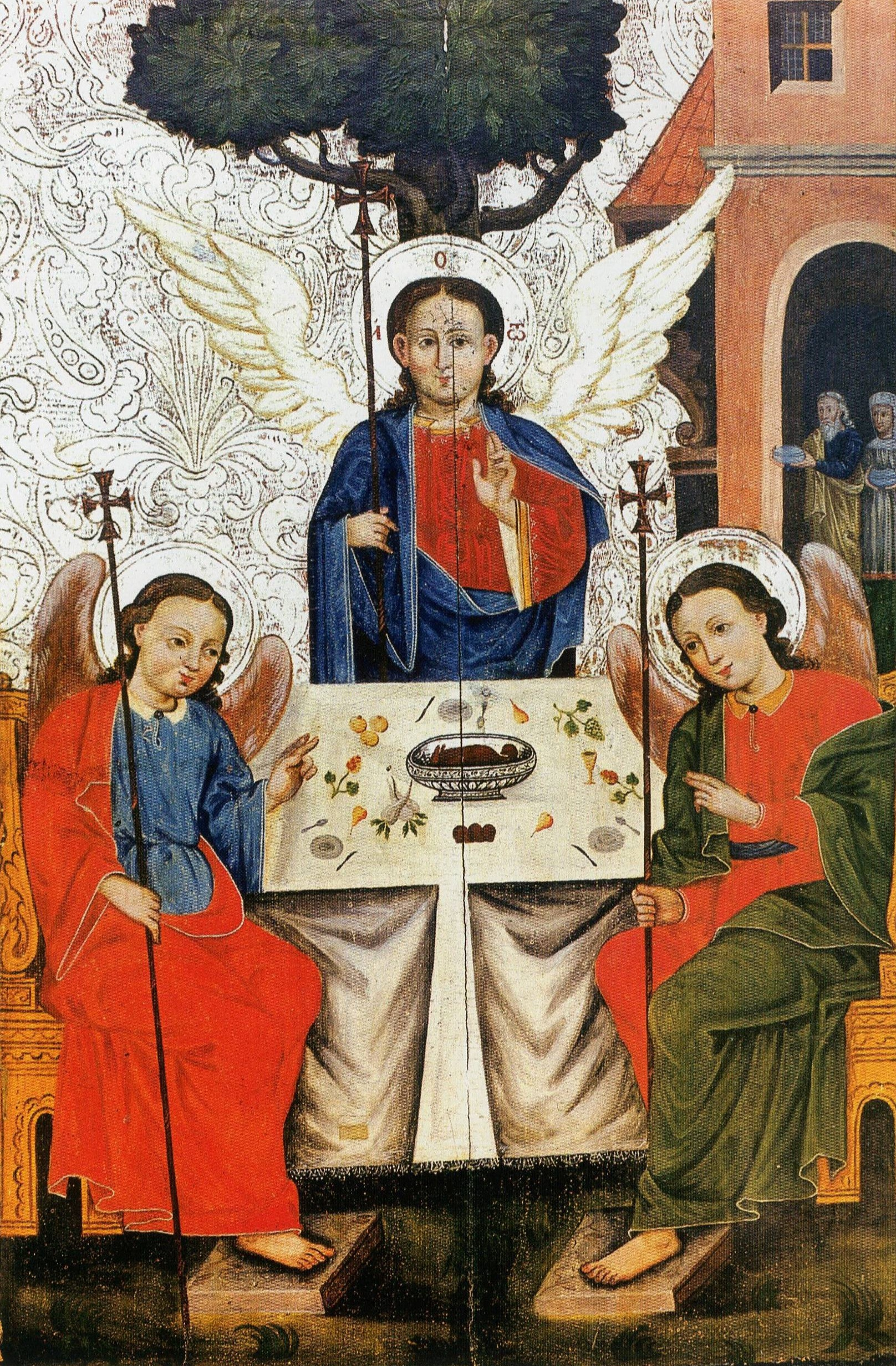
Obraz Trójca Święta z XVII wieku pochodzący z cerkwi w Dostojewie. Obecnie w Janowie

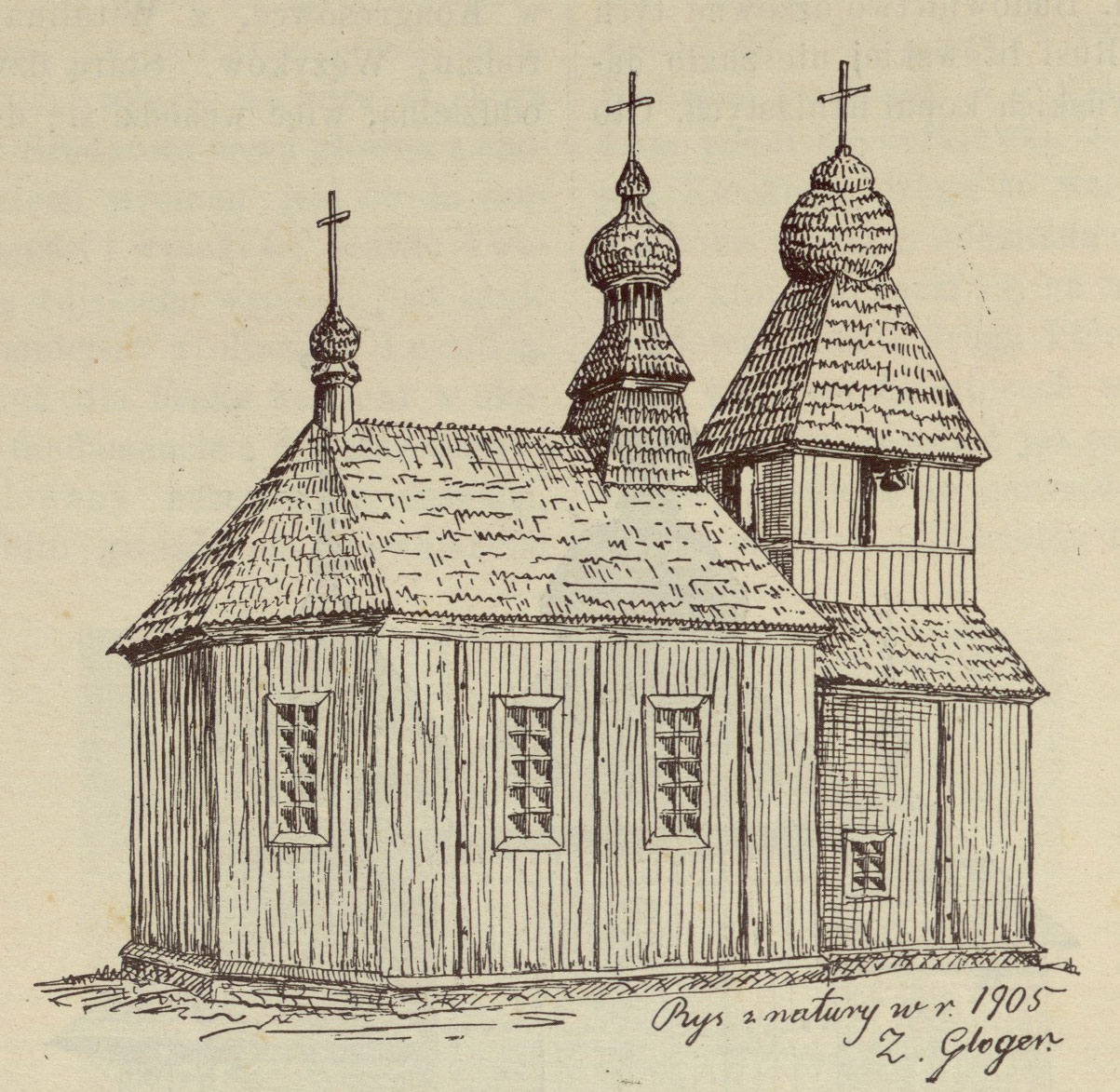
Cerkiew św. proroka Eliasza
w Dostojewie, Zygmunt Gloger, 1905

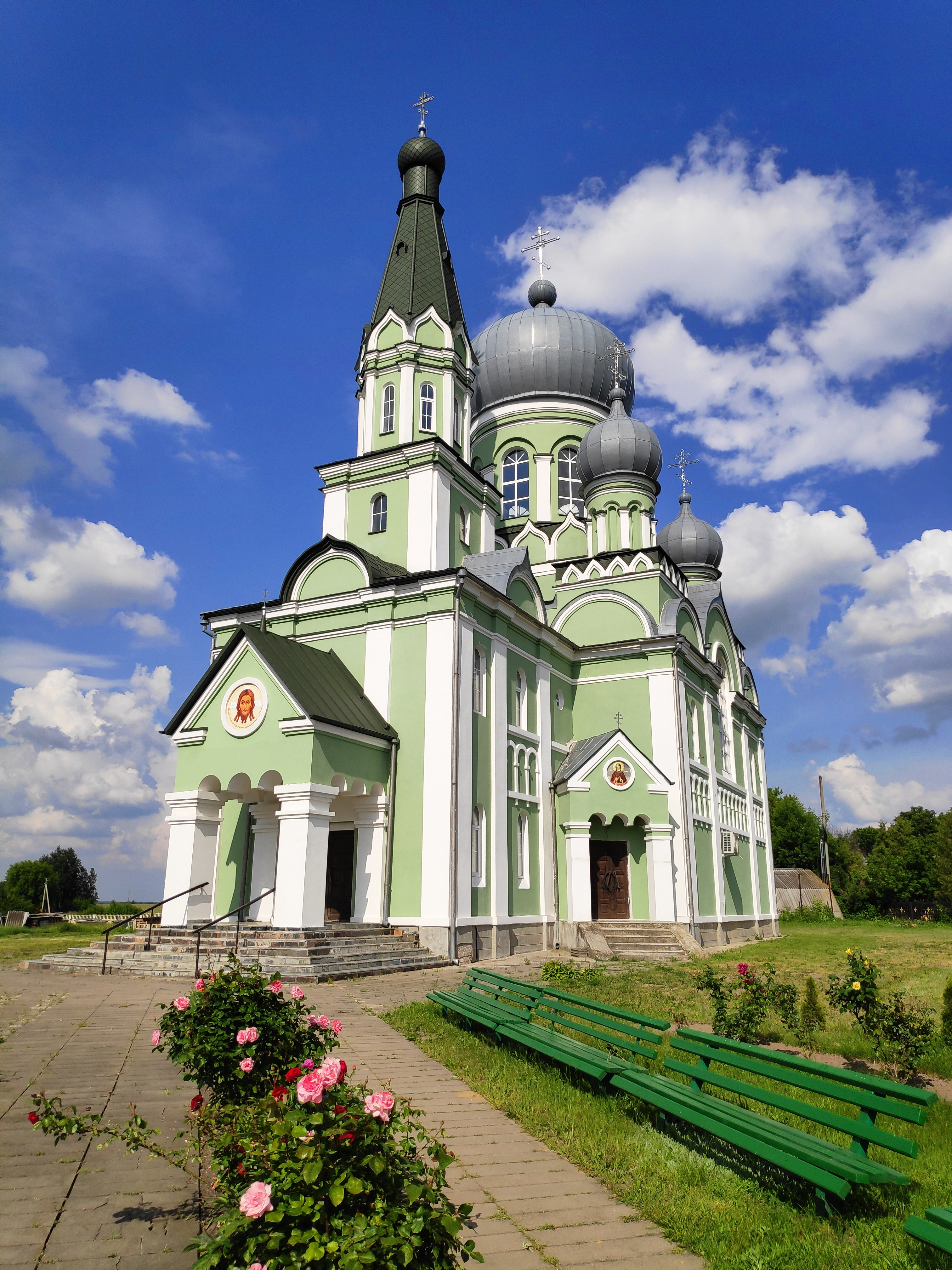
Cerkiew Świętej Trójcy z 1996 roku